# بلدة كوستر (مقاطعة أنتريم)

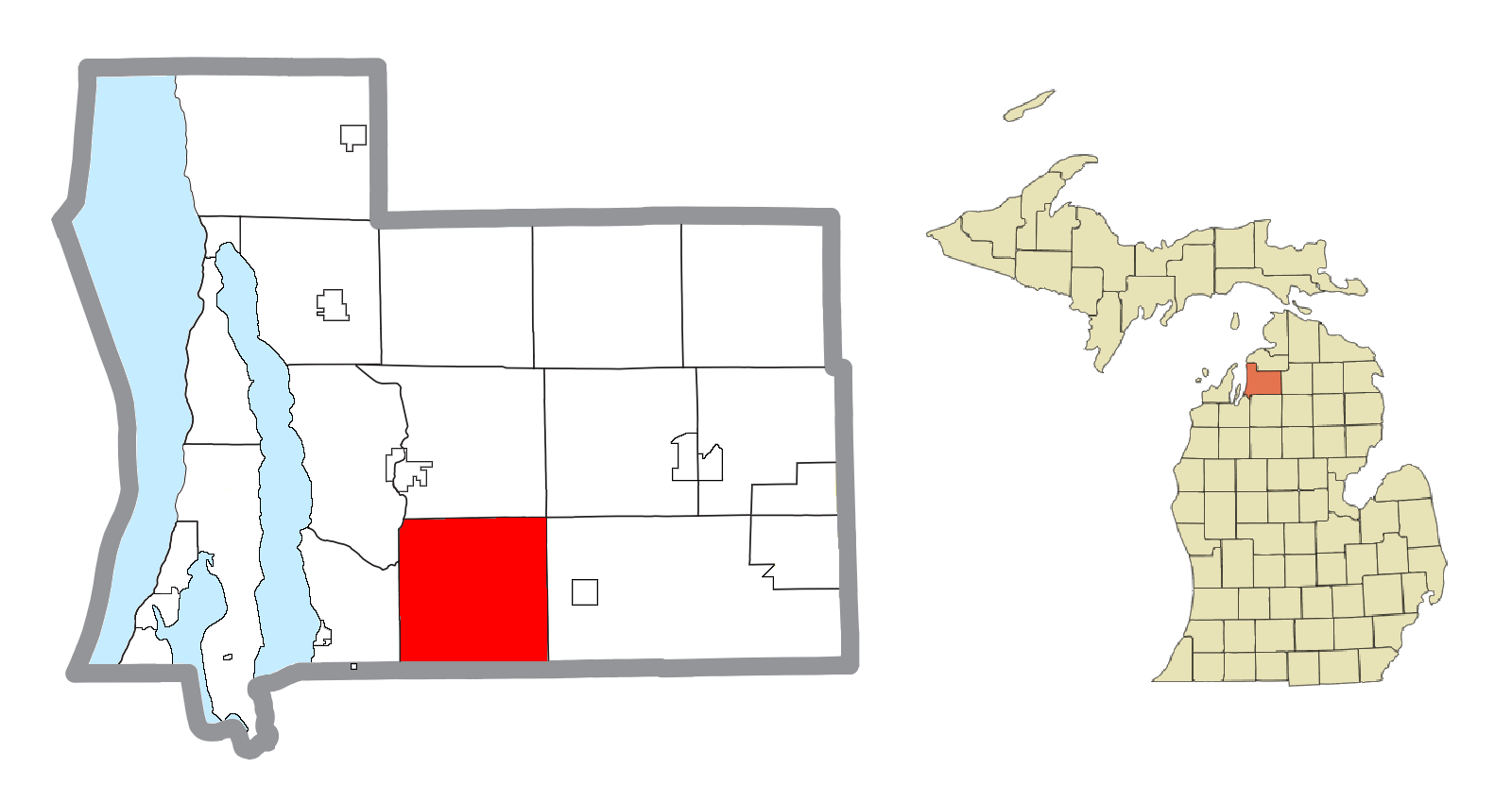
خريطة البلدة

كوستر، مقاطعة أنتريم (بالإنجليزية: Custer Township, Antrim County, Michigan)‏ هي بلدة تقع بولاية ميشيغان في الولايات المتحدة. تبلغ مساحتها 91.2 (كم²)، وترتفع عن سطح البحر 272 م، بلغ عدد سكانها 1136 نسمة في عام تعداد الولايات المتحدة 2010 حسب إحصاء مكتب تعداد الولايات المتحدة .

## وصلات خارجية
- The US50 - Cities and Towns in Michigan State
- Michigan Cities and Towns, Facts, Map, Flag, Colleges, Government, and More